# Crawford (Maine)
Crawford és una població dels Estats Units a l'estat de Maine (EUA). Segons el cens del 2000 tenia 108 habitants.

## Demografia
Segons el cens del 2000, Crawford tenia 108 habitants, 41 habitatges, i 31 famílies. La densitat de població era d'1,2 habitants per km².
Dels 41 habitatges en un 29,3% hi vivien nens de menys de 18 anys, en un 58,5% hi vivien parelles casades, en un 12,2% dones solteres, i en un 22% no eren unitats familiars. En el 17,1% dels habitatges hi vivien persones soles el 9,8% de les quals corresponia a persones de 65 anys o més que vivien soles. El nombre mitjà de persones vivint en cada habitatge era de 2,63 i el nombre mitjà de persones que vivien en cada família era de 2,88.
Per edats la població es repartia de la següent manera: un 28,7% tenia menys de 18 anys, un 1,9% entre 18 i 24, un 29,6% entre 25 i 44, un 22,2% de 45 a 60 i un 17,6% 65 anys o més.
L'edat mediana era de 39 anys. Per cada 100 dones de 18 o més anys hi havia 108,1 homes.
La renda mediana per habitatge era de 43.125 $ i la renda mediana per família de 27.083 $. Els homes tenien una renda mediana de 46.250 $ mentre que les dones 25.625 $. La renda per capita de la població era de 13.864 $. Entorn del 24,1% de les famílies i el 24% de la població estaven per davall del llindar de pobresa.